# Gerhard Baumgärtel

Gerhard Baumgärtel (* 25. November 1931 in Reumtengrün bei Auerbach/Vogtl.; † 27. Juli 1997 in Weimar) war ein deutscher Architekt, Hochschullehrer, Politiker, Oberbürgermeister von Weimar und Minister für Bauwesen und Wohnungswirtschaft in der Regierung Modrow.
Nach einer Tischlerlehre (1946–49) studierte Baumgärtel Innenarchitektur an der Fachschule für Angewandte Kunst Erfurt und 1954 bis 1960 an der Hochschule für Architektur und Bauwesen Weimar (HAB). Nach Arbeit als Architekt und Projektbearbeiter im VEB Polygraph Leipzig war er an der HAB von 1962 bis 1969 wissenschaftlicher Assistent, 1969 bis 1974 Oberassistent und nach einem Zusatzstudium an der Technischen Universität Budapest bis 1982 Dozent, danach Honorarprofessor. 1965 erfolgte seine Promotion an der HAB Weimar mit der Arbeit Raumgestaltung in kompakten oberlichtlosen Industriegebäuden unter besonderer Berücksichtigung der arbeitshygienischen Grundforderungen. 1969 habilitierte er sich hier mit der Arbeit Untersuchungen zur Gestaltung der Arbeitsumwelt in Industriegebäuden – Ein Beitrag zu technisch-wissenschaftlichen Entwurfsgrundlagen und ihrer methodischen Anwendung im Projektierungsprozeß zur Erhöhung der bautechnischen Gebrauchswertanforderungen an Industriegebäude.
Baumgärtel trat 1969 der CDU der DDR bei. Seit 1977 war er Mitglied im Hauptvorstand, seit 1984 im Präsidium des Hauptvorstandes. 1982 bis 1989 war er Oberbürgermeister von Weimar, 1986 bis März 1990 Abgeordneter der Volkskammer (Mitglied im Ausschuss für Nationale Verteidigung) und vom 18. November 1989 bis 17. März 1990 Minister für Bauwesen der Regierung von Hans Modrow.
Bis 1995 war Baumgärtel als Architekt angestellt.